# Vorónizh
Vorónizh (en ucraniano: Вороніж; en ruso: Воронеж, romanizado: Vorónezh) es un pueblo ucraniano perteneciente al óblast de Sumy. Situado en el norte del país, es parte del raión de Shostka y parte del municipio (hromada) de Shostka.

## Geografía
Vorónizh se encuentra a orillas del río Osota, un afluente izquierdo del río Desná, 12 km al sur de Shostka.

## Historia
A principios del siglo XVII apareció aquí el pueblo de Vorónizh y en 1654 se convirtió en la centésima ciudad del regimiento de Nizhyn. En 1664 fue destruida por el ejército del rey polaco Juan II Casimiro, pero fue restaurada durante el centurión Sava Prokopovich. 
En la década de 1860, Nikolái Tereshchenko construyó una fábrica de azúcar en Vorónizh. Ésta fue la mayor empresa industrial del asentamiento hasta 2004, cuando dejó de funcionar.El pueblo era el centro de un vólost del uyezd de Glújov de la gobernación de Chernígov del Imperio ruso.
Vorónizh recibió el estatus de asentamiento de tipo urbano desde 1938.
Durante la Segunda Guerra Mundial, Vorónizh fue ocupado por las tropas del Eje desde octubre de 1941 hasta agosto de 1943. Después de que los nazis capturaron la aldea, inmediatamente fusilaron a seis judíos que vivían en la aldea.
El 5 de febrero de 1965, Vorónizh fue transferido del raión de Krolevéts fue transferido al raión de Shostka. En 2023, Vorónizh perdió el estatus de asentamiento de tipo urbano en la legislación ucraniana debido a la eliminación de este estatus administrativo.
En la invasión rusa de Ucrania, Vorónizh fue atacada el 10 de mayo de 2022, con daños en 21 casas y 43 apartamentos.

## Demografía
La evolución de la población de Vorónizh entre 1859 y 2022 fue la siguiente:
| 3516                                                          | 8886 | 9529 | 9108 | 7547 | 7182 | 7028 | 6560 |
| (Fuente: Cities & Towns of Ukraine y UKRAINE: Größere Städte) |      |      |      |      |      |      |      |

Según el censo de 2001, el 93,8% de la población son ucranianos y el 5,2% son rusos. En cuanto al idioma, la lengua materna de la mayoría de los habitantes, el 94,51%, es el ucraniano; del 5,12% es el ruso.

## Infraestructura

### Arquitectura, monumentos y lugares de interés
El monumento principal del pueblo es la iglesia de San Miguel, un monumento arquitectónico del siglo XVIII. 

### Transporte
La estación de tren de Tereshchenska se encuentra en Vorónizh, parte de la línea principal que une Kiev y Moscú, así como una línea secundaria a Shostka y Nóvgorod-Síverski. El asentamiento está conectado por carretera con Shostka y con Krolevéts, donde tiene acceso a la autopista M02 con Kiev.